# Bari Occidental
Bari Occidental és una petita regió de l'estat de Maakhir. Fou creada el 2007. És l'única part del territori de Maakhir que no es troba dins els límits de la regió de Sanaag tal com fou creada el 1984, ni dins els límits de Somalilàndia seguint els de la Somàlia Britànica. Bari Occidental forma part de Puntland des de la fundació de l'estat però està habitat pel clan warsangeli. La capital és Galgala. La seva superfície és entre 8 i 10 vegades menor que les altres tres regions del Maakhir.
Tot i la seva minsa extensió està dividida en 8 districtes, :
- Galgala
- Karin
- Ceel-Doofaar
- Majayahan
- Laag
- Carmooyin
- Qaw
- Jiingada

Qaw, Galgala i Carmooyin són també districtes de la regió de Bari, del Puntland.